# Petra Plajbes
Petra Plajbes (1971) è un'ex sciatrice alpina slovena che gareggiò per la nazionale jugoslava.

## Biografia
Sciatrice polivalente, la Plajbes ai Campionati jugoslavi vinse la medaglia di bronzo nella combinata nel 1987; non prese parte a rassegne olimpiche e non ottenne risultati di rilievo in Coppa del Mondo o ai Campionati mondiali. Dopo il ritirò partecipò al circuito universitario nordamericano (NCAA).

## Palmarès

### Campionati jugoslavi
- 1 medaglia (dati parziali)[1]:
  - 1 bronzo (combinata nel 1987)